# Gianfrancesco II Gonzaga
Gianfrancesco II Gonzaga (San Martino dall'Argine, 20 febbraio 1646 – Verona, 24 aprile 1703) è stato un nobile italiano.

## Biografia

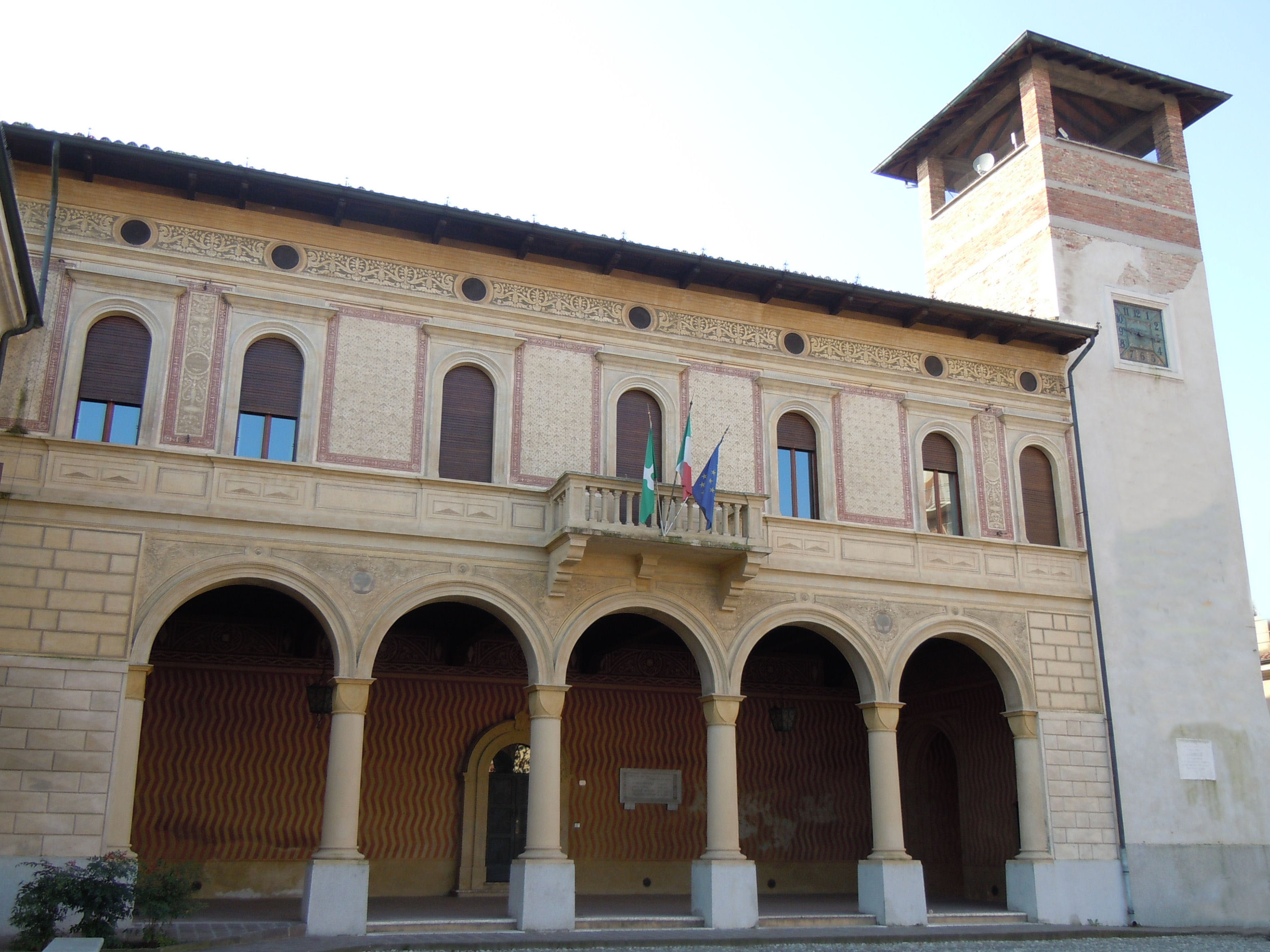
Bozzolo, Palazzo municipale

Era figlio terzogenito di Scipione Gonzaga, principe di Bozzolo e duca titolare di Sabbioneta, e di Maria Mattei.
Alla morte del padre, avvenuta nel 1670, divenne principe di Bozzolo e di Sabbioneta signore di San Martino il fratello Ferdinando II Filippo Gonzaga. Alla sua morte prematura nel 1672, l'eredità passò a Gianfrancesco. 
Nel 1673, Gianfrancesco ottenne l'investitura imperiale dei feudi di Bozzolo e Sabbioneta, ma non il possesso effettivo, che reclamò inutilmente a Nicola María de Guzmán Carafa, erede designato.
A seguito dell'occupazione francese del territorio nel 1701, Gianfrancesco si ritirò prima nel Castello di San Martino e successivamente si rifugiò a Parma. Nel 1702, durante la Guerra di successione spagnola, si mise al servizio di Eugenio di Savoia con l'intento di riappropriarsi di Bozzolo, ma non vi riuscirvi.
Morì a Verona nel 1703 senza eredi e con lui si estinse il ramo diretto dei signori di San Martino. Il 28 luglio dello stesso anno il principato di Bozzolo venne aggregato al Ducato di Mantova.
Nel suo testamento, redatto il 19 aprile 1703, nominò suo erede universale il figlio maggiore della cugina Maria Isabella Gonzaga (1638-1702), figlia di Annibale Gonzaga e moglie di Sigismund Helfried von Dietrichstein (1635-1698).

## Ascendenza
|                                                     |                       |                                                                          | Genitori                                                                     |  |  | Nonni |  |  | Bisnonni                                             |  |  | Trisnonni                                                       |  |
|                                                     |                       |                                                                          |                                                                              |  |  |       |  |  | 8. Carlo Gonzaga, signore di San Martino dall'Argine |  |  | 16. Pirro Gonzaga, signore di Bozzolo e San Martino dall'Argine |  |
|                                                     |                       |                                                                          |                                                                              |  |  |       |  |  | 8. Carlo Gonzaga, signore di San Martino dall'Argine |  |  | 16. Pirro Gonzaga, signore di Bozzolo e San Martino dall'Argine |  |
|                                                     |                       | 17. Camilla Bentivoglio                                                  |                                                                              |  |  |       |  |  | 8. Carlo Gonzaga, signore di San Martino dall'Argine |  |  |                                                                 |  |
| 4. Ferrante Gonzaga, marchese di Gazzuolo           |                       |                                                                          |                                                                              |  |  |       |  |  | 8. Carlo Gonzaga, signore di San Martino dall'Argine |  |  |                                                                 |  |
|                                                     |                       | 9. Emilia Cauzzi Gonzaga                                                 | 18. Federico II Gonzaga, duca di Mantova e marchese del Monferrato           |  |  |       |  |  |                                                      |  |  |                                                                 |  |
|                                                     |                       | 9. Emilia Cauzzi Gonzaga                                                 | 18. Federico II Gonzaga, duca di Mantova e marchese del Monferrato           |  |  |       |  |  |                                                      |  |  |                                                                 |  |
|                                                     |                       | 9. Emilia Cauzzi Gonzaga                                                 | 19. Isabella Boschetti                                                       |  |  |       |  |  |                                                      |  |  |                                                                 |  |
| 2. Scipione Gonzaga, II principe di Bozzolo         |                       | 9. Emilia Cauzzi Gonzaga                                                 |                                                                              |  |  |       |  |  |                                                      |  |  |                                                                 |  |
|                                                     |                       | 10. Alfonso I Gonzaga, V conte di Novellara, Bagnolo e Cortenuova        | 20. Alessandro I Gonzaga, II conte di Novellara, Bagnolo e Cortenuova        |  |  |       |  |  |                                                      |  |  |                                                                 |  |
|                                                     |                       | 10. Alfonso I Gonzaga, V conte di Novellara, Bagnolo e Cortenuova        | 20. Alessandro I Gonzaga, II conte di Novellara, Bagnolo e Cortenuova        |  |  |       |  |  |                                                      |  |  |                                                                 |  |
|                                                     |                       | 10. Alfonso I Gonzaga, V conte di Novellara, Bagnolo e Cortenuova        | 21. Costanza da Correggio                                                    |  |  |       |  |  |                                                      |  |  |                                                                 |  |
| 5. Isabella Gonzaga di Novellara                    |                       | 10. Alfonso I Gonzaga, V conte di Novellara, Bagnolo e Cortenuova        |                                                                              |  |  |       |  |  |                                                      |  |  |                                                                 |  |
|                                                     |                       | 11. Vittoria di Capua                                                    | 22. Giovanni Tommaso di Capua, I marchese della Torre Francolise             |  |  |       |  |  |                                                      |  |  |                                                                 |  |
|                                                     |                       | 11. Vittoria di Capua                                                    | 22. Giovanni Tommaso di Capua, I marchese della Torre Francolise             |  |  |       |  |  |                                                      |  |  |                                                                 |  |
|                                                     |                       | 11. Vittoria di Capua                                                    | 23. Faustina Colonna                                                         |  |  |       |  |  |                                                      |  |  |                                                                 |  |
| 1. Gianfrancesco II Gonzaga, IV principe di Bozzolo |                       | 11. Vittoria di Capua                                                    |                                                                              |  |  |       |  |  |                                                      |  |  |                                                                 |  |
|                                                     | 12. Alessandro Mattei | 24. Ciriaco Mattei                                                       |                                                                              |  |  |       |  |  |                                                      |  |  |                                                                 |  |
|                                                     | 12. Alessandro Mattei | 24. Ciriaco Mattei                                                       |                                                                              |  |  |       |  |  |                                                      |  |  |                                                                 |  |
|                                                     | 12. Alessandro Mattei | 25. Giulia Matuzzi                                                       |                                                                              |  |  |       |  |  |                                                      |  |  |                                                                 |  |
| 6. Asdrubale Mattei, I marchese di Giove            | 12. Alessandro Mattei |                                                                          |                                                                              |  |  |       |  |  |                                                      |  |  |                                                                 |  |
|                                                     |                       | 13. Emilia Mazzatosta                                                    | 26. Tuccio Mazzatosta                                                        |  |  |       |  |  |                                                      |  |  |                                                                 |  |
|                                                     |                       | 13. Emilia Mazzatosta                                                    | 26. Tuccio Mazzatosta                                                        |  |  |       |  |  |                                                      |  |  |                                                                 |  |
|                                                     |                       | 13. Emilia Mazzatosta                                                    | 27. Claudia Orsini                                                           |  |  |       |  |  |                                                      |  |  |                                                                 |  |
| 3. Maria Anna Mattei                                |                       | 13. Emilia Mazzatosta                                                    |                                                                              |  |  |       |  |  |                                                      |  |  |                                                                 |  |
|                                                     |                       | 14. Alfonso I Gonzaga, V conte di Novellara, Bagnolo e Cortenuova (= 10) | 28. Alessandro I Gonzaga, II conte di Novellara, Bagnolo e Cortenuova (= 20) |  |  |       |  |  |                                                      |  |  |                                                                 |  |
|                                                     |                       | 14. Alfonso I Gonzaga, V conte di Novellara, Bagnolo e Cortenuova (= 10) | 28. Alessandro I Gonzaga, II conte di Novellara, Bagnolo e Cortenuova (= 20) |  |  |       |  |  |                                                      |  |  |                                                                 |  |
|                                                     |                       | 14. Alfonso I Gonzaga, V conte di Novellara, Bagnolo e Cortenuova (= 10) | 29. Costanza da Correggio (= 21)                                             |  |  |       |  |  |                                                      |  |  |                                                                 |  |
| 7. Costanza Gonzaga                                 |                       | 14. Alfonso I Gonzaga, V conte di Novellara, Bagnolo e Cortenuova (= 10) |                                                                              |  |  |       |  |  |                                                      |  |  |                                                                 |  |
|                                                     |                       | 15. Vittoria di Capua (= 11)                                             | 30. Giovanni Tommaso di Capua, I marchese della Torre Francolise (= 22)      |  |  |       |  |  |                                                      |  |  |                                                                 |  |
|                                                     |                       | 15. Vittoria di Capua (= 11)                                             | 30. Giovanni Tommaso di Capua, I marchese della Torre Francolise (= 22)      |  |  |       |  |  |                                                      |  |  |                                                                 |  |
|                                                     |                       | 15. Vittoria di Capua (= 11)                                             | 31. Faustina Colonna (= 23)                                                  |  |  |       |  |  |                                                      |  |  |                                                                 |  |
|                                                     |                       | 15. Vittoria di Capua (= 11)                                             |                                                                              |  |  |       |  |  |                                                      |  |  |                                                                 |  |